# Claury Santos Alves da Silva
Claury Santos Alves da Silva (Ourinhos, em 19 de abril de 1958) é um político e advogado brasileiro, com base eleitoral no estado de São Paulo. Formado em direito pela Fundação Eurípedes Soares da Rocha de Marília, foi secretário de esportes e turismo do estado de São Paulo do ex-governador José Serra. Em 1982 foi o vereador mais votado da história de Ourinhos, obtendo recorde que demorou quase 20 anos para ser quebrado.[carece de fontes?] Se reelegeu vereador para o mandato 1988-1992 e em seguida, prefeito de Ourinhos entre 1993 e 1996. Em 1998 foi eleito para o cargo de deputado estadual. Após as Eleições de 1998, foi candidato em outras eleições, não tendo sido eleito. Foi candidato derrotado a deputado federal nas eleições de 2010, obtendo 29.265 votos.
Em 2012, foi candidato a prefeito de Ourinhos, ficando na segunda colocação com 19.784 votos (35,63%).